# Gut Venninghausen
Das Gut Venninghausen ist ein denkmalgeschütztes Profangebäude in Brünen, einem Ortsteil der Stadt Hamminkeln im Kreis Wesel (Nordrhein-Westfalen).

## Geschichte und Architektur
Das Haus ist wohl identisch mit dem 1356 als Lehen des Bischofs von Münster, Ludwig II. erwähnten Schloss und Gut ton Hopen. Der zweigeschossige Fachwerkbau mit Backsteinfüllungen wurde aus zwei Baukörpern zusammengesetzt. Die Anlage ist von einem doppelten Wassergraben umgeben. Der südliche Teil mit den nach innen gebogenen Kopfstreben wurde vor 1600 errichtet. Bei dem Bau von vier Gefachen entfallen zwei auf den Herdraum des 18. Jahrhunderts mit einem Rollkieselboden von 1728 und je ein Gefach auf die beiden Upkammern. Dieser Teil wurde im 18. und 19. Jahrhundert in Backstein erweitert. Der nördliche Bau von 1656, mit den nach außen gebogenen Kopfstreben, ist ein Bau von drei Gefachen, mit doppelter Feuerstelle im großen Erdgeschossraum. Die damals zugehörigen Wirtschaftsgebäude sind nicht erhalten. Heute steht dort ein nicht zur Anlage gehörendes Hallenhaus aus Fachwerk mit Backsteinfüllung von der Zeit um 1700.